# Hiperosmia
Hiperosmia – nadwrażliwość węchowa. Występuje rzadziej niż anosmia i hiposmia. Hiperosmia może występować z przyczyn psychologicznych (np. jako częsta somatyzacja depresji) lub neurologicznych.